# Hof te Schiebeek
 (août 2023).
La mise en forme du texte ne suit pas les recommandations de Wikipédia : il faut le « wikifier ».
Les points d'amélioration suivants sont les cas les plus fréquents. Le détail des points à revoir est peut-être précisé sur la page de discussion.
- Les titres sont pré-formatés par le logiciel. Ils ne sont ni en capitales, ni en gras.
- Le texte ne doit pas être écrit en capitales (les noms de famille non plus), ni en gras, ni en italique, ni en « petit »…
- Le gras n'est utilisé que pour surligner le titre de l'article dans l'introduction, une seule fois.
- L'italique est rarement utilisé : mots en langue étrangère, titres d'œuvres, noms de bateaux, etc.
- Les citations ne sont pas en italique mais en corps de texte normal. Elles sont entourées par des guillemets français : « et ».
- Les listes à puces sont à éviter, des paragraphes rédigés étant largement préférés. Les tableaux sont à réserver à la présentation de données structurées (résultats, etc.).
- Les appels de note de bas de page (petits chiffres en exposant, introduits par l'outil «  Source ») sont à placer entre la fin de phrase et le point final[comme ça].
- Les liens internes (vers d'autres articles de Wikipédia) sont à choisir avec parcimonie. Créez des liens vers des articles approfondissant le sujet. Les termes génériques sans rapport avec le sujet sont à éviter, ainsi que les répétitions de liens vers un même terme.
- Les liens externes sont à placer uniquement dans une section « Liens externes », à la fin de l'article. Ces liens sont à choisir avec parcimonie suivant les règles définies. Si un lien sert de source à l'article, son insertion dans le texte est à faire par les notes de bas de page.
- La présentation des références doit suivre les conventions bibliographiques. Il est recommandé d'utiliser les modèles {{Ouvrage}}, {{Chapitre}}, {{Article}}, {{Lien web}} et/ou {{Bibliographie}}. Le mode d'édition visuel peut mettre en forme automatiquement les références.
- Insérer une infobox (cadre d'informations à droite) n'est pas obligatoire pour parachever la mise en page.

Pour une aide détaillée, merci de consulter Aide:Wikification.
Si vous pensez que ces points ont été résolus, vous pouvez retirer ce bandeau et améliorer la mise en forme d'un autre article.

La ferme Hof te Schiebeek est une ferme carrée au n° 45 de la chaussée de Ninove, dans la commune de Hérinnes, en Brabant flamand (en néerlandais : Herne), protégée en tant que monument et, avec la zone environnante, protégée en tant que paysage du village, depuis 1981, et comme patrimoine architectural depuis 2021 .
La plus ancienne mention de la ferme date de 1350. L'exploitation appartenait autrefois au monastère de la Chartreuse de Hérinnes.
En 1580, elle a subi un incendie de même que le monastère.
Près de l'entrée, une pierre de façade représentant une fourchette, une pelle en bois et un panier à malt (et l'année 1652) rappelle les activités brassicoles qui s'y déroulaient. Selon certaines sources, les moines à Hérinnes ont commencé à faire de la bière dès 1084 ,,. Dans la région, la fabrication de la bière est une tradition. La commune voisine, Enghien, a connu des brasseries actives jusqu'en 1975 ; la dernière, la Brasserie Tennstedt-Decroes fondée en 1880, est rachetée en 1975 par la Brasserie de Silly, à quelques kilomètres .
La cour pavée date du dernier quart du XVIIIe siècle. A l'est, se trouve un portail avec voûte de portail en grès et un colombier, daté 1785 par des ancres (architecture).
La ferme Hof te Schiebeek se trouve le long de la chaussée de Ninove (en néerlandais : Ninoofsesteenweg), à l'intersection avec la rue Scheibeekstraat.
Dans la commune, on trouve d'autres fermes anciennes protégées: Hof te Kwatem, Ferme Wilgendam, Hof te Raasbeek, etc .